# Sirkka Turkka

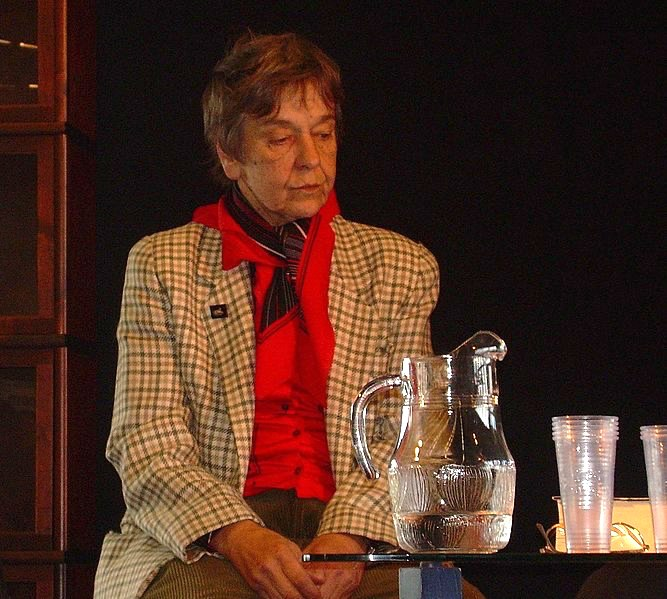
Sirkka Turkka (2008)

Sirkka Annikki Turkka (* 2. Februar 1939 in Helsinki; † 23. Oktober 2021 in Lohja) war eine finnische Dichterin. Ihre Werke wurden in zwölf Sprachen übersetzt.

## Leben
Turkka kam 1939 als Tochter des Majors Josef Wilhelm Turkka und der Kanzlistin Elsa Mirjam Luoko zur Welt. Sie besuchte eine Schule in Munkkiniemi, die sie 1962 erfolgreich abschloss. Danach studierte sie an der Universität Helsinki, wo sie 1967 einen Bachelor in Humanwissenschaften machte. Im Anschluss besuchte sie noch bis 1970 die Fachschule für Pferdezucht in Ypäjä.
Sirkka Turkka lebte in Lohja und arbeitete ab 1974 als freie Schriftstellerin. 1987 war sie die erste Dichterin, die den Finlandia-Preis erhielt. Neben ihren Tätigkeiten als Dichterin arbeitete sie noch in diversen Bibliotheken von Krankenhäusern, war 1980/81 in Espoo als Stallmeisterin angestellt und von 1984 bis 1986 als Tierpflegerin in einem Herrenhaus in Urjala beschäftigt.

## Werke
- 1973: Huone avaruudessa
- 1976: Minä se olen
- 1978: Yö aukeaa kuin viljaa
- 1979: Mies joka rakasti vaimoaan liika
- 1981: Kaunis hallitsija
- 1983: Vaikka on kesä
- 1986: Tule takaisin, pikku Sheba (dt. Komm zurück, kleine Sheba)
- 1989: Voiman ääni
- 1993: Sielun veli (dt. Sielus Bruder)
- 1997: Nousevan auringon talo
- 1999: Tulin tumman metsän läpi
- 2004: Niin kovaa se tuuli löi

Einige ihrer Gedichte wurden ins Deutsche übersetzt:
- Liisi Tandefelt, Gisbert Jänicke (Übersetzung): Glasmalerei. (Finnische Gedichte, Textheft zu einer Collage zu Gedichten) Helsinki 1990.
- Ludwig Bauer (Hrsg.): Finnische Gedichte. Rosenheim 1990.
- Ingrid Schellbach-Kopra (Hrsg.): Still wie Licht in windloser Gegend. Von Loeper Verlag, Karlsruhe 1985.
- Dorothea Grünzweig, Gisbert Jänicke: Zwischen den Zeilen, Heft 17, Oktober 2001, ISBN 978-3-905591-19-4.

## Auszeichnungen
- 1980: Staatlicher finnischer Literaturpreis (Valtion kirjallisuuspalkinto)
- 1984: Staatlicher finnischer Literaturpreis
- 1987: Finlandia-Preis für Tule takaisin, pikku Sheba
- 1994: Tanssiva Karhu-Preis für Sielun veli
- 1996: Pro-Finlandia-Medaille
- 2000: Eino-Leino-Preis
- 2002: Tammen tunnustuspalkinto
- 2005: Aleksis-Kivi-Preis
- 2016: Tomas Tranströmerpriset